# Embden
|  | No s'ha de confondre amb Emden. |

Embden és una població dels Estats Units a l'estat de Maine (EUA). Segons el cens del 2000 tenia 881 habitants.

## Demografia
Segons el cens del 2000, Embden tenia 881 habitants, 365 habitatges, i 262 famílies. La densitat de població era de 8,5 habitants/km².
Dels 365 habitatges en un 28,2% hi vivien nens de menys de 18 anys, en un 61,6% hi vivien parelles casades, en un 6,3% dones solteres, i en un 28,2% no eren unitats familiars. En el 22,2% dels habitatges hi vivien persones soles el 9,3% de les quals corresponia a persones de 65 anys o més que vivien soles. El nombre mitjà de persones vivint en cada habitatge era de 2,38 i el nombre mitjà de persones que vivien en cada família era de 2,74.
Per edats la població es repartia de la següent manera: un 21,7% tenia menys de 18 anys, un 5,9% entre 18 i 24, un 28,7% entre 25 i 44, un 28,4% de 45 a 60 i un 15,3% 65 anys o més.
L'edat mediana era de 42 anys. Per cada 100 dones de 18 o més anys hi havia 101,8 homes.
La renda mediana per habitatge era de 31.397 $ i la renda mediana per família de 35.833 $. Els homes tenien una renda mediana de 28.281 $ mentre que les dones 20.781 $. La renda per capita de la població era de 14.588 $. Entorn del 10,2% de les famílies i el 15,4% de la població estaven per davall del llindar de pobresa.